# Pivkovice
Pivkovice jsou obec v okrese Strakonice v Jihočeském kraji. Žije v ní 93 obyvatel.

## Historie
První písemná zmínka o obci pochází z roku 1358.

## Obyvatelstvo
| Rok            | 1869 | 1880 | 1890 | 1900 | 1910 | 1921 | 1930 | 1950 | 1961 | 1970 | 1980 | 1991 | 2001 | 2011 | 2021 |
| -------------- | ---- | ---- | ---- | ---- | ---- | ---- | ---- | ---- | ---- | ---- | ---- | ---- | ---- | ---- | ---- |
| Počet obyvatel | 194  | 200  | 182  | 172  | 167  | 180  | 166  | 124  | 126  | 121  | 115  | 87   | 75   | 80   | 82   |
| Počet domů     | 29   | 30   | 32   | 32   | 32   | 34   | 35   | 34   | 34   | 31   | 31   | 38   | 39   | 42   | 43   |

## Obecní správa
Mezi lety 1850–1910 Pivkovice patřily jako osada obce k Bílsku v okrese Písek. V letech 1921–1976 byly obcí v okrese Písek (1921–1930), poté v okrese Vodňany (1950) a později v okrese Strakonice. Od 1. dubna 1976 do 23. listopadu 1990 patřily znovu jako část obce k Bílsku a od 24. listopadu 1990 jsou opět samostatnou obcí.

### Části obce
- Pivkovice
- Chrást

### Obecní symboly
Znak a vlajka byly obci uděleny rozhodnutím předsedy Poslanecké sněmovny Parlamentu České republiky dne 15. dubna 2010.